# A Box of Dreams
A Box of Dreams é um box de edição limitada da cantora, compositora e musicista irlandesa Enya, lançado em 1 de dezembro de 1997 pela WEA Records. 
A caixa foi lançada para acompanhar seu primeiro álbum de grandes sucessos, Paint the Sky with Stars, lançado no mês anterior. A Box of Dreams contém 46 faixas que cobrem desde seu álbum de estreia de 1987 Enya até Paint The Sky With Stars, distribuídas em três discos, cada um deles organizado tematicamente: "Oceans "contém as faixas animadas de Enya; "Clouds" é uma coleção de seus instrumentais de piano; e "Stars" contém baladas lentas e faixas mais atmosféricas. O box conta ainda com quatro canções lados B: "Oriel Window", "Morning Glory", "Willows on the Water" e "Eclipse". A caligrafia e o design da caixa foram feitos pelo calígrafo e artista Brody Neuenschwander.

## Faixas

### Disco 1 - Oceans
1. "Orinoco Flow"
2. "Caribbean Blue"
3. "Book of Days"
4. "Anywhere Is"
5. "Only If..."
6. "The Celts"
7. "Cursum Perficio"
8. "I Want Tomorrow"
9. "China Roses"
10. "Storms in Africa"
11. "Pax Deorum"
12. "The Longships"
13. "Ebudae"
14. "On My Way Home"
15. Boadicea"

### Disco 2 - Clouds
1. "Watermark"
2. "Portrait (Out of the Blue)"
3. "Miss Clare Remembers"
4. "Shepherd Moons"
5. "March of the Celts"
6. "Lothlórien"
7. "From Where I Am"
8. "Afer Ventus"
9. "Oriel Window"
10. "River"
11. "Tea-House Moon"
12. "Willows on the Water"
13. "Morning Glory"
14. "No Holly for Miss Quinn"
15. "The Memory of Trees"

### Disco 3 - Stars
1. "Evening Falls..."
2. "Paint the Sky with Stars"
3. "Angeles"
4. "Athair Ar Neamh"
5. "La Soñadora"
6. "Aldebaran"
7. "Deireadh an Tuath"
8. "Eclipse"
9. "Exile"
10. "On Your Shore"
11. "Evacuee"
12. "Marble Halls"
13. "Hope Has a Place"
14. "The Sun in the Stream"
15. "Na Laetha Geal M'Óige"
16. "Smaointe..."